# Высокое (Прилукский район)
Высо́кое (укр. Високе) — село в Прилукском районе Черниговской области Украины. Население — 106 человек. Занимает площадь 0,561 км².
Код КОАТУУ: 7424188502. Почтовый индекс: 17531. Телефонный код: +380 4637.

## География
Расстояние до районного центра:Прилуки : (12 км.), Расстояние до областного центра:Чернигов ( 125 км. ), Расстояние до столицы:Киев ( 143 км. ), Ближайшие населенные пункты: Заудаевское 2 км, Валки, Смош и Густыня 3 км.

## Власть
Орган местного самоуправления — Смошский сельский совет. Почтовый адрес: 17531, Черниговская обл., Прилукский р-н, с. Смош, ул. Покровская, 32.